# Rua de São Bento da Vitória
A Rua de São Bento da Vitória é um arruamento na freguesia de Vitória, incluída no Centro Histórico do Porto em Portugal.

## História
A atual rua de São Bento da Vitória constituía o arruamento principal da Judiaria Nova do Olival, criada em 1386 por ordem de D. João I.
Esta foi a quarta, a mais famosa e última judiaria do Porto e existiu durante 111 anos, entre 1386 e 1496. Situada dentro do perímetro das Muralhas Fernandinas do Porto, no espaço atual do quarteirão da Vitória, a judiaria do Olival construía um autêntico gueto, o que permita controlar a movimentação dos judeus. Os judeus tinham liberdade de ação na cidade, comprando e vendendo, mas estavam obrigados a recolher à judiaria à noite, ao toque de Trindades, na torre da porta do Olival.

Foi no que é hoje a rua de São Bento da Vitória que, em tempo de D. João II e por ordem régia de 1487, se vieram instalar com o rabi Isaac Aboab, rabino-mor de Castela, trinta famílias de judeus expulsos de Espanha, dando origem às trinta casas da courela dos judeus, como informa o médico Emanuel Aboab na sua Nomologia, onde dá testemunho da sinagoga construída entre a rua de São Miguel e a de São Roque, atual da Vitória.
Por édito de D. Manuel I de 1496, aos judeus portugueses foi dado o prazo de um ano para se converterem ao cristianismo ou para abandonarem o país. Quer porque muitos abandonaram as suas casas, quer porque os que se converteram não queriam ficar ligados ao passado judeu, o facto é que a zona da antiga judiaria ficou quase deserta. Pelas cartas régias de 1534 e 1539, o rei ordena que os cristãos-novos que se tinham fixado na praça da Ribeira ou noutros locais da cidade voltassem à rua de São Miguel (designação que incluía as atuais ruas de São Bento da Vitória e de São Miguel). O bispo do Porto, D. Baltasar Limpo (1537-1550), facilitou o processo de transição, recebendo em troca apoio financeiro para a construção do mosteiro de São Bento da Vitória, erguido no local das trinta casas da courela dos judeus. Na padieira da portaria do mosteiro foi colocada uma inscrição latina: Quae fuerat sedes tenebrarum est regia solis. Expulsis tenebris sol benedictus ovat Tal levou muito historiadores a suporem tivesse sido aqui a sinagoga. Atualmente crê-se que seria na igreja paroquial da Vitória.
A construção nas proximidades da Cadeia da Relação, levou esta zona a ser muito procurada por juízes e outros funcionários judiciais.

## Pontos de interesse
- Antigo edifício da Cadeia e Tribunal da Relação do Porto
- Casa Azulejada[4]
- Palácio de São Bento da Vitória (Casa da Baronesa da Regaleira)[5]
- Igreja de Nossa Senhora da Vitória[6]
- Igreja e convento de são Bento da Vitória